# Lac Ross
Pour les articles homonymes, voir Ross.
Le lac Ross est un lac qui s'étend sur les territoires de l'État de Washington aux États-Unis et de la province de Colombie-Britannique au Canada. Le lac est formé par un barrage artificiel construit sur le fleuve Skagit au sein de la zone récréative de Ross Lake National Recreation Area dans la chaine montagneuse des North Cascades.

## Description
Le lac, situé à 489 mètres d'altitude, est long d'environ 37 kilomètres pour 2,5 kilomètres, situé au nord de l'État de Washington et protégé en partie au sein d'un complexe composé du parc national des North Cascades et de la zone récréative de Ross Lake National Recreation Area. En Colombie-Britannique, le lac est en partie protégé au sein du parc provincial de Skagit Valley.
Le lac est formé par le barrage Ross qui alimente en électricité la région de la proche ville de Seattle. Le fleuve Skagit se jette ensuite dans le lac Diablo, puis dans le lac Gorge avant de se jeter dans le Puget Sound. Le lac est entouré de nombreuses montagnes de la chaîne des Cascades dont le pic Desolation où travailla Jack Kerouac en 1956. De nombreux cours d'eau (Hozomeen Creek, Silver Creek, Little Beaver Creek, Arctic Creek, Lightning Creek, Devils Creek, Big Beaver Creek et Ruby Creek) s'écoulent également dans le lac en provenance de ces montagnes et de leurs glaciers
Le lac accueille quatre îles que sont Cat Island, Tenmile Island, Little Jerusalem Island et Cougar Island.

## Histoire
Le barrage Ross a été construit en trois étapes entre 1937 et 1949. Il fait actuellement 165 mètres de haut. Il tire son nom de James D. Ross, le directeur de la compagnie Seattle City Light’s qui construisit le barrage.
Le lac Ross est une destination touristique importante de la région. De nombreux visiteurs viennent dans la région pour y camper pour pêcher, pour y faire du kayak et de la randonnée. Le fleuve Skagit, qui regorge de saumons du Pacifique et de truites, est équipé d'échelles à poissons au niveau des barrages sur son cours. Le camping est